# Xabwa
Xabwa (àrab: شبوة, Xabwa) fou l'antiga capital de l'Hadramaut, situada al wadi Irma (wadi Armah), i són actualment unes ruïnes properes al desert de Ramlat as-Sabatayn. Es troba a la part més occidental de l'Hadramaut a la governació de Shabwa, que agafa el nom d'aquesta ciutat, al nord-est de la governació i nord-oest de l'Hadramaut. Al nord hi ha dues muntanyes de sal (Milh Maka i Milk Kasha=encara explotades, de les que es treia sal ja l'època clàssica; al sud-est hi ha altres dues muntanyes de sal (Milh Kharwa o Hayd al-Milh (prop d'Ayad). A l'extensa zona de les ruïnes hi ha avui dia tres llogarets: Hajar, Mathna i Maywan, poblats per les tribus Karab i Al Burayk.
Els primers edificis en pedra són del segle v aC però el territori era havitat des de la meitat del segon mil·lenni aC. Fou un centre per les caravanes de l'encens i un centre religiós. Les caravanes pagaven un dècim de la seva càrrega al sacerdot encarregat del deu local (Sin Dhu Alim) i la ciutat tenia uns seixanta temples. A les fonts clàssiques apareix com Sabata (Estrabó), Sanatha (Ptolemeu), Sabbatha (Periplus) i Sabota (Plini); aquest darrer diu que era capital del atramitae, que estava fortificada i que tenia 60 temples.
S'han fet algunes excavacions, primer per H. St. J.B. Philby el 1936 i R.A.B. Hamilton el 1938 (aquest darrer va explorar la necròpoli i va considerar que tota la ciutat era una necròpoli), i més tard (1974-1987) per una missió francesa dirigida per Jacqueline Pirenne i després per J.-Fr. Breton, però la major part de la feina resta a fer; s'han excavat unes 150 cases; a la part oriental s'ha trobat el que podria ser un palau o castell, anomenat Xaqir (que consta com a destruït vers el 227-230), i també s'han excavat alguns temples; encara es conserva una part de la muralla.
S'ha identificat una cultura agrícola basada en cultius estacionals datada al segon mil·lenni que vers el 1300 aC hauria domesticat el camell; aquesta cultura va donar pas a l'anomenada cultura clàssica d'Hadramaut (als segles IX i VIII aC) que podria ser originada en una emigració sabea. Els emigrants es van establir generalment a poblacions ja existents i Xabwa va esdevenir capital del regne d'Hadramaut donada la seva situació al sud del wadi Hadramaut i dels seus afluents i encreuament de camins cap a l'est d'Hadramaut, cap a Qataban (a l'oest), i cap a Main (al nord).
Vers el segle vii aC o VI aC els reis portaven el títol de mukarrib indicant un poder notable. Destruïda la ciutat vers el 230 de l'era cristiana, fou reocupada però el regne de l'Hadramaut fou eliminat pels himiarites al primer quart del segle iv, i la ciutat definitivament abandonada al final del segle iv o començament del segle v. La població va emigrar a l'Hadramaut on van fundar Xibam (nom derivat de Xabwa)